# 363P/Lemmon
363P/Lemmon è una cometa periodica appartenente alla famiglia delle comete gioviane ritenuta al momento della scoperta, effettuata da Richard Erik Hill il 3 novembre 2011, un asteroide. Il 1º febbraio 2012 Alex R. Gibbs scoprì che in effetti era una cometa.